# ناربوليا
ناربولیا، (بالإنجليزية: Narbolia)‏، (سردينيا: Narabuìa)، هي بلدية، في مقاطعة أرستانو في إقليم سردينيا الإيطالي، وتقع على بعد حوالي 100 كيلومتر (62 ميل) شمال غرب كالياري وحوالي 15 كم (9 ميل) شمال أوريستانو. اعتبارا من 31 ديسمبر 2016، كان عدد سكانها 1784 ومساحة 40.5 كيلومتر مربع (15.6 ميل مربع). هذه الكومونة تشتهر ب"Zippole". طعام نموذجي للكرنفال الإيطالي. هناك ملعب للجولف من 18 حفرة يقع في غابة الصنوبر، مع فندق خمس نجوم، مع شاطئ بطول 6 كم (4 ميل).

## السكان
في سنة 1861 بلغ عدد السكان 1٬332 نسمة، وتطور العدد ليصل في سنة 2011 لـ 1٬801 نسمة.
يظهر هذا المخطط البياني تطور النمو السكاني لـ ناربوليا